# Ekrem İmamoğlu
Pour les articles homonymes, voir İmamoğlu (homonymie).
Ekrem İmamoğlu, né le 4 juin 1970 à Akçaabat, est un homme politique turc. Membre du Parti républicain du peuple (CHP), il est maire d'Istanbul du 27 juin 2019 au 23 mars 2025. Il est réélu le 31 mars 2024.
En mars 2025, alors qu'il est sur le point d'être désigné par la primaire du CHP comme candidat à la présidentielle de 2028 et qu'il fait figure de favori face au président sortant Recep Tayyip Erdoğan, son diplôme universitaire, nécessaire à sa candidature, est invalidé par l'université d'Istanbul, ce qui le rend inéligible. Il est arrêté le lendemain pour des accusations de corruption qu'il nie. Son arrestation provoque des manifestations massives de l'opposition turque.

## Biographie
Ekrem İmamoğlu est originaire des côtes turques de la mer Noire. Il fait fortune dans l'immobilier avant de se lancer en politique. Aslı Aydıntaşbaş, spécialiste de la politique turque au sein du Conseil européen des relations internationales, indique qu'il « est issu d’une famille traditionnellement située du côté social-démocrate, […] de la « gauche », mais avec des tendances conservatrices, où l’islam occupe une place importante ».
Il rejoint le Parti républicain du peuple (CHP) en 2008. L’année suivante, il devient le dirigeant du mouvement de jeunesse du parti.
À l’issue des élections municipales de 2014, il est élu maire de Beylikdüzü, un district d’Istanbul. Il occupe cette fonction jusqu’en 2019.

### Mairie d'Istanbul
Candidat du CHP aux élections municipales de 2019 à Istanbul, il mène une campagne avec des allusions à l'islam. Il est donné vainqueur par les premiers résultats. Mais sa victoire, qui remet en cause vingt-cinq années de domination locale du camp de Recep Tayyip Erdoğan, est contestée par l’AKP et par le président de la République,. Son élection est finalement annoncée par le Conseil électoral supérieur (YSK) avec 13 729 voix d’avance, après recompte, le 17 avril 2019.
Le 6 mai suivant, l’YSK annule le scrutin et ordonne la tenue de nouvelles élections. Durant la campagne, il est assimilé par l'AKP à la figure du « Grec ennemi de la nation », voulant « transformer Istanbul en Constantinople ». Il est également la cible d’accusations de terrorisme, notamment de la part d’Erdoğan. De son côté, il fait intervenir un imam lors d'un meeting et promet de ne pas revenir sur l'interdiction de vente d'alcool dans les cafés municipaux, ni sur les horaires non mixtes pour les piscines. À l’issue du nouveau scrutin, le 23 juin, il est réélu avec 54,2 % des suffrages, soit 5,4 points de plus que lors de l’élection précédente. Il prend ses fonctions le 27 juin suivant. Le conseil municipal non renouvelé, reste majoritairement AKP. 
Devenu maire, il suscite une polémique pour avoir déclaré « ici, c'est la Turquie, c'est Istanbul » en réaction à la présence d'enseignes en arabe de commerces appartenant à des réfugiés syriens. Dans un autre registre, il promet de baisser les dépenses publiques et de planter des arbres et de la verdure sur la place Taksim, alors que le gouvernement a retiré aux maires, au profit des conseils municipaux, le droit de nommer les dirigeants des entreprises publiques.
Durant l’année 2019, l'exécutif d’Erdoğan est accusé d’empêcher le bon fonctionnement de son administration. Entre autres, les banques publiques refusent de financer les projets d’infrastructures « à caractère urgent » de la municipalité, même à court terme, obligeant le maire à se tourner vers des banques étrangères. Toute opération financière émanant de la mairie, comme le paiement des salaires des employés municipaux ou encore les projets d’extension du métro, lui est refusée.
En avril 2021 et bien que faisant partie de l'opposition au gouvernement d'Erdoğan, il rejoint les larges critiques émanant du pouvoir contre la reconnaissance du génocide arménien par le président des États-Unis Joe Biden en déclarant qu'il s'agissait d'une « grave erreur ».
Le 31 mars 2024, Ekrem İmamoğlu est réélu maire d'Istanbul avec environ 10 points d'avance sur son concurrent du parti présidentiel AKP, ce qui provoque des manifestations de liesse à Istanbul et aussi à Ankara où le maire Mansur Yavaş du même parti a aussi été réélu.Près de vingt-six arrondissements sur les trente-neuf que compte la capitale économique du pays ont été remportés par le CHP, soit douze de plus qu’en 2019. Du jamais-vu depuis un demi-siècle https://www.lemonde.fr/international/article/2024/04/01/en-turquie-erdogan-essuie-un-desaveu-cinglant-avec-la-large-victoire-de-l-opposition-aux-municipales_6225298_3210.html

### Candidature à l'élection présidentielle de 2028 et arrestation
Ekrem İmamoğlu est un potentiel candidat à l'élection présidentielle turque de 2028. Étant classé parmi les personnalités politiques préférées des Turcs, sa popularité auprès de l'ensemble de l'électorat de l'opposition fait de lui le principal rival d'Erdogan. C'est pourquoi il est visé par des procédures judiciaires dont le but est de contrecarrer sa candidature. En 2025, Ekrem İmamoğlu est visé par six procédures judiciaires.
Alors que son nom est déjà cité pour se présenter à l'élection présidentielle turque de 2023, les autorités turques ouvrent en mai 2021 une enquête contre lui, l'accusant d'avoir eu une attitude « irrespectueuse » en se tenant les mains dans le dos pendant la visite du mausolée du sultan Mehmet II. Il est aussi accusé d'avoir tenu des propos « faisant l'éloge de criminels » lors de rencontre avec des maires membres du Parti démocratique des peuples, un parti politique pro-kurde fréquemment visé par la répression. Le 14 décembre 2022, il est condamné en première instance à deux ans et sept mois de prison pour insulte à des responsables turcs. Cette condamnation lui interdit tout mandat politique.
Le 18 mars 2025, son diplôme universitaire est annulé, ce qui pourrait lui interdire de se présenter à l'élection présidentielle de 2028. Le lendemain, il est arrêté par la police, de même que plusieurs dizaines de ses collaborateurs, d'élus et membres de son parti, pour des accusations de « corruption », de « terrorisme » et « d'aide au PKK »,,. Ekrem İmamoğlu nomme un membre du conseil municipal pour exercer provisoirement ses fonctions à compter du 20 mars 2025,,. Son arrestation déclenche une vague de contestation dans de nombreuses villes comme Istanbul, Ankara, Izmir, ou encore Antalya,,. Le maire d'Istanbul dénonce des « accusations immorales et sans fondement ».
Le 23 mars, un juge ordonne son incarcération pour « corruption »,,. Le jour même, il est incarcéré et démis de ses fonctions par le ministre de l'Intérieur,,.
Le 26 avril, une cinquantaine de personnes appartenant à l’entourage de Ekrem İmamoğlu sont arrêtées par la police. Parmi les personnes arrêtées figurent le chef de cabinet du maire, Kadriye Kasapoglu, le frère de son épouse Dilek Imamoglu, le responsable de l'administration chargée des Eaux et d'anciens responsables de la mairie. Le 1er juin, 28 membres de la municipalité d’Istanbul sont arrêtés et des dizaines d'autres placés sous mandats d’arrêt.